# Carlo Matteucci
Carlo Matteucci (Forlì, 21 juni 1811 – Ardenza, 25 juni 1868) was een Italiaans natuurkundige en neurofysioloog. Hij was een pionier in het onderzoek naar bio-elektriciteit. Een natuurkundige prijs is naar hem vernoemd, de Matteucci Medal; zelf won hij in 1844 de Copley Medal.

## Biografie
Carlo Matteucci werd geboren in Forlì als zoon van de arts Vincenzo Matteucci en Chiara Folfi. Hij studeerde van 1825 tot 1828 wiskunde aan de Universiteit van Bologna en behaalde er zijn doctoraat in 1829. Aansluitend studeerde hij tot 1831 aan de École Polytechnique in Parijs. Na zijn terugkeer in Italië studeerde hij in Bologna (1832), Florence, Ravenna (1837) en Pisa.
Matteucci was hoofd van het laboratorium van het ziekenhuis in Ravenna en werd professor natuurkunde aan de lokale hogeschool. In 1840, op aanbeveling van François Arago, zijn voormalig docent aan de École Polytechnique, aan de Groot-Hertog van Toscane, verkreeg Matteucci een positie als hoogleraar natuurkunde aan de Universiteit van Pisa.
Geïnspireerd door het pionierswerk van Luigi Galvani over bio-elektriciteit begon Matteucci vanaf 1830 met een reeks experimenten die hij zou voortzetten tot aan zijn overlijden in 1868. Met behulp van een gevoelige galvanometer van Leopoldo Nobili kon hij aantonen dat geprikkeld biologisch weefsel elektrische gelijkspanningen kan opwekken en dat deze verhoogd konden worden door 'elementen' in serie te schakelen, zoals bij Alessandro Volta's elektrische zuil. Aldus was Matteucci in staat om wat hij noemde een "rheoscopische kikker" te ontwikkelen door de ingesneden zenuw van een kikkerpoot en de daaraan verbonden spier te gebruiken als een soort gevoelige elektriciteitsdetector. Zijn werk in de bio-elektriciteit beïnvloedde het onderzoek dat werd uitgevoerd door Emil du Bois-Reymond, een student van de Duitse fysioloog Johannes Peter Müller, in Berlijn. Hij dupliceerde Matteucci's experimenten en ontdekte daarop de actiepotentialen in zenuwen.
Vanaf 1847 nam Matteucci een actieve rol aan in de politiek, en in 1860 werd hij gekozen als Italiaans senator rond dezelfde tijd dat hij inspecteur-generaal werd bij de Italiaanse telegrafiedienst. Twee jaar later, in 1862, werd hij benoemd tot Minister van Onderwijs in het kabinet Rattazzi I. Hij overleed in 1868 in Ardenze, nabij Livorno.
- Biblioteca Nacional de España: XX1361142
- Bibliothèque nationale de France: cb10406191q (data)
- Catàleg d'autoritats de noms i títols de Catalunya: 981058513922706706
- Gemeinsame Normdatei: 102517266
- International Standard Name Identifier: 0000 0000 6138 4598
- Library of Congress Control Number: n86816374
- Réseau des bibliothèques de Suisse occidentale: 02-A018919354
- Istituto Centrale per il Catalogo Unico: RAVV030683
- SNAC: w6cn77jh
- Système universitaire de documentation: 085101486
- Virtual International Authority File: 66457028
- WorldCat: E39PBJdh4W7cfGwWRQtTBF9JjC